# 選抜高等学校野球大会 (岩手県勢)
選抜高等学校野球大会における岩手県勢の戦績について記す。

## 概要
1924年に選抜中等学校野球大会が始まったが、岩手県勢は1954年まで未出場だった。1955年に一関一が岩手県勢選抜初出場を果たす。県勢初勝利は、1972年の専大北上で花園に1-0だった。1984年には大船渡が初出場ながらベスト4に進出し、「大船渡旋風」を巻き起こした。2009年には花巻東がやはり初出場ながら、エース・菊池雄星を擁し、準優勝に輝いた。

## 大会結果
| 大会                 | 選出校                            | 試合結果 | 試合結果                   | 成績     |
| -------------------- | --------------------------------- | -------- | -------------------------- | -------- |
| 1955年（第27回大会） | 一関一（初出場）                  | 2回戦    | ● 0 - 5 県尼崎             | 初戦敗退 |
| 1958年（第30回大会） | 遠野（初出場）                    | 1回戦    | ● 1 - 4 兵庫工             | 初戦敗退 |
| 1962年（第34回大会） | 宮古（初出場）                    | 1回戦    | ● 3 - 4 松山商（延長15回） | 初戦敗退 |
| 1966年（第38回大会） | 盛岡商（初出場）                  | 2回戦    | ● 2 - 6 育英               | 初戦敗退 |
| 1972年（第44回大会） | 専大北上（初出場）                | 1回戦    | ○ 1 - 0 花園               | 2回戦    |
| 1972年（第44回大会） | 専大北上（初出場）                | 2回戦    | ● 1 - 4 日大三             | 2回戦    |
| 1978年（第50回大会） | 黒沢尻工（初出場）                | 1回戦    | ● 0 - 1 箕島               | 初戦敗退 |
| 1984年（第56回大会） | 大船渡（初出場）                  | 1回戦    | ○ 4 - 0 多々良学園         | ベスト4  |
| 1984年（第56回大会） | 大船渡（初出場）                  | 2回戦    | ○ 8 - 1 日大三島           | ベスト4  |
| 1984年（第56回大会） | 大船渡（初出場）                  | 準々決勝 | ○ 1 - 0 明徳義塾           | ベスト4  |
| 1984年（第56回大会） | 大船渡（初出場）                  | 準決勝   | ● 1 - 2x 岩倉              | ベスト4  |
| 1992年（第64回大会） | 宮古（30年ぶり2回目）             | 1回戦    | ● 3 - 9 星稜               | 初戦敗退 |
| 1996年（第68回大会） | 釜石南（初出場）                  | 1回戦    | ● 7 - 9 米子東             | 初戦敗退 |
| 2003年（第75回大会） | 盛岡大付（初出場）                | 2回戦    | ● 0 - 10 横浜              | 初戦敗退 |
| 2004年（第76回大会） | 一関一（21世紀枠・49年ぶり2回目） | 1回戦    | ● 0 - 6 拓大紅陵           | 初戦敗退 |
| 2006年（第78回大会） | 一関学院（希望枠・初出場）        | 1回戦    | ● 1 - 2x 岐阜城北          | 初戦敗退 |
| 2008年（第80回大会） | 一関学院（希望枠・2年ぶり2回目）  | 2回戦    | ● 1 - 4 東洋大姫路         | 初戦敗退 |
| 2009年（第81回大会） | 花巻東（初出場）                  | 1回戦    | ○ 5 - 0 鵡川               | 準優勝   |
| 2009年（第81回大会） | 花巻東（初出場）                  | 2回戦    | ○ 4 - 0 明豊               | 準優勝   |
| 2009年（第81回大会） | 花巻東（初出場）                  | 準々決勝 | ○ 5 - 3 南陽工             | 準優勝   |
| 2009年（第81回大会） | 花巻東（初出場）                  | 準決勝   | ○ 5 - 2 利府               | 準優勝   |
| 2009年（第81回大会） | 花巻東（初出場）                  | 決勝     | ● 0 - 1 清峰               | 準優勝   |
| 2010年（第82回大会） | 盛岡大付（7年ぶり2回目）          | 1回戦    | ● 4 - 5 中京大中京         | 初戦敗退 |
| 2012年（第84回大会） | 花巻東（3年ぶり2回目）            | 1回戦    | ● 2 - 9 大阪桐蔭           | 初戦敗退 |
| 2013年（第85回大会） | 盛岡大付（3年ぶり3回目）          | 2回戦    | ○ 4x - 3 安田学園          | 3回戦    |
| 2013年（第85回大会） | 盛岡大付（3年ぶり3回目）          | 3回戦    | ● 0 - 3 敦賀気比           | 3回戦    |
| 2016年（第88回大会） | 釜石（21世紀枠・20年ぶり2回目）   | 1回戦    | ○ 2 - 1 小豆島             | 2回戦    |
| 2016年（第88回大会） | 釜石（21世紀枠・20年ぶり2回目）   | 2回戦    | ● 1 - 9 滋賀学園           | 2回戦    |
| 2017年（第89回大会） | 盛岡大付（4年ぶり4回目）          | 1回戦    | ○ 10x - 9 高岡商           | ベスト8  |
| 2017年（第89回大会） | 盛岡大付（4年ぶり4回目）          | 2回戦    | ○ 5 - 1 智弁学園           | ベスト8  |
| 2017年（第89回大会） | 盛岡大付（4年ぶり4回目）          | 準々決勝 | ● 1 - 8 履正社             | ベスト8  |
| 2017年（第89回大会） | 不来方（21世紀枠・初出場）        | 1回戦    | ● 3 - 12 静岡              | 初戦敗退 |
| 2018年（第90回大会） | 花巻東（6年ぶり3回目）            | 2回戦    | 〇 5 - 3 東邦              | ベスト8  |
| 2018年（第90回大会） | 花巻東（6年ぶり3回目）            | 3回戦    | ○ 1x - 0 彦根東            | ベスト8  |
| 2018年（第90回大会） | 花巻東（6年ぶり3回目）            | 準々決勝 | ● 0 - 19 大阪桐蔭          | ベスト8  |
| 2019年（第91回大会） | 盛岡大付（2年ぶり5回目）          | 1回戦    | ○ 3x - 2 石岡一            | 2回戦    |
| 2019年（第91回大会） | 盛岡大付（2年ぶり5回目）          | 2回戦    | ● 1 - 9 龍谷大平安         | 2回戦    |
| 2022年（第94回大会） | 花巻東（4年ぶり4回目）            | 1回戦    | ● 4 - 5 市和歌山           | 初戦敗退 |
| 2025年（第97回大会） | 花巻東（3年ぶり5回目）            | 1回戦    | ○ 10 - 2 米子松蔭          | ベスト8  |
| 2025年（第97回大会） | 花巻東（3年ぶり5回目）            | 2回戦    | 〇 6 - 3 二松学舎大付      | ベスト8  |
| 2025年（第97回大会） | 花巻東（3年ぶり5回目）            | 準々決勝 | ●1 - 9                     | ベスト8  |

## 通算成績
| 出場 | 試合 | 勝利 | 敗戦 | 引分 | 勝率 | 優勝 | 準優勝 | ベスト4 | ベスト8 |
| ---- | ---- | ---- | ---- | ---- | ---- | ---- | ------ | ------- | ------- |
| 24   | 41   | 17   | 24   | 0    | .415 | 0    | 1      | 1       | 3       |

## 学校別出場回数
岩手県勢として、選抜高等学校野球大会へ出場した学校は以下の通り。
| 校名     | 出場 | 直近出場 | 勝敗   | 最高成績              | 前身校 |
| -------- | ---- | -------- | ------ | --------------------- | ------ |
| 盛岡大付 | 5回  | 2019年   | 4勝5敗 | ベスト8（第89回大会） |        |
| 花巻東   | 5回  | 2025年   | 8勝5敗 | 準優勝（第81回大会）  | 花巻商 |
| 釜石     | 2回  | 2016年   | 1勝2敗 | 2回戦（第88回大会）   | 釜石商 |
| 一関学院 | 2回  | 2008年   | 0勝2敗 | 初戦敗退              |        |
| 一関一   | 2回  | 2004年   | 0勝2敗 | 初戦敗退              | 一関中 |
| 宮古     | 2回  | 1992年   | 0勝2敗 | 初戦敗退              |        |
| 大船渡   | 1回  | 1984年   | 3勝1敗 | ベスト4（第56回大会） |        |
| 不来方   | 1回  | 2017年   | 0勝1敗 | 初戦敗退              |        |
| 専大北上 | 1回  | 1972年   | 1勝1敗 | 2回戦（第44回大会 ）  |        |
| 盛岡商   | 1回  | 1966年   | 0勝1敗 | 初戦敗退              |        |
| 黒沢尻工 | 1回  | 1978年   | 0勝1敗 | 初戦敗退              |        |
| 遠野     | 1回  | 1958年   | 0勝1敗 | 初戦敗退              |        |